# Caroline Silhol
Pour les articles homonymes, voir Silhol.
Caroline Silhol, également créditée sous le nom de Caroline Sihol, est une actrice, scénariste et productrice française née le 10 août 1949 à Paris.

## Vie privée
Caroline Silhol est la fille de Jean Louis Silhol et d'Anne Le Barazer. Elle s'est mariée une première fois avec Alain-Pierre Netter, dont elle a eu une fille, puis en secondes noces avec Jean-Louis Livi, neveu d'Yves Montand, producteur français, avec qui elle a eu un fils.

## Filmographie

### Actrice

#### Longs métrages
- 1973 : L'Ombre d'une chance de Jean-Pierre Mocky : Blanche
- 1977 : Un amour de sable de Christian Lara : Véronique
- 1982 : Le Démon dans l'île de Francis Leroi : Hélène Cayrade
- 1982 : La vie est un roman d'Alain Resnais
- 1983 : Vivement dimanche! de François Truffaut : Marie-Christine Vercel
- 1983 : Les Morfalous d'Henri Verneuil : Mme Chanterelle
- 1986 : Tenue de soirée de Bertrand Blier : La femme dépressive
- 1988 : Contrainte par corps de Serge Leroy : Émilie
- 1989 : I Want to Go Home (Je veux rentrer à la maison) d'Alain Resnais: Dora Dempsey
- 1990 : Faux et usage de faux de Laurent Heynemann : Jacqueline Ségur
- 1991 : Tous les matins du monde d'Alain Corneau : Mme de Sainte Colombe
- 1993 : Vent d'est de Robert Enrico : Comtesse Irène
- 1993 : La Prédiction (Predskazaniye) d'Eldar Riazanov : Oksana
- 1993 : La Lumière des étoiles mortes de Charles Matton : Magdeleine
- 1995 : L'Amour conjugal de Benoît Barbier : Marthe de Lairac
- 1997 : Droit dans le mur de Pierre Richard : Elisa
- 1999 : Rembrandt de Charles Matton : Maria Tesselschade
- 2000 : La Moitié du ciel d'Alain Mazars : Anne Laugel
- 2003 : L'Outremangeur de Thierry Binisti : Anne Lachaume
- 2007 : La Môme d'Olivier Dahan : Marlene Dietrich
- 2007 : La Fille coupée en deux de Claude Chabrol : Geneviève Gaudens
- 2009 : Un homme et son chien de Francis Huster : femme soupe populaire
- 2009 : Non ma fille tu n'iras pas danser de Christophe Honoré : la fleuriste
- 2014 : Aimer, boire et chanter d'Alain Resnais : Tamara
- 2018 : Monsieur je-sais-tout de Stéphan Archinard et François Prévôt-Leygonie : Françoise Barteau
- 2020 : Remember Me de Martin Rosete : Liliane

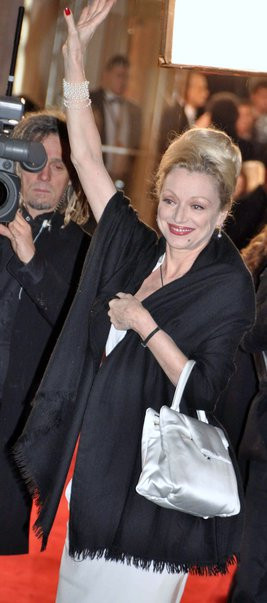
Caroline Silhol à la des César.

#### Courts métrages
- 1993 : "La Blonde est de retour" de Marc Adjadj
- 1999 : Occupé ?!... (incontinence caractérielle) de Xavier Castano
- 1999 : C'est plus fort que moi de Gilles Marchand
- 2000 : Brûlure indienne de Joséphine Flasseur
- 2001 : Avec préméditation de Bernard Villiot : Mathilde
- 201? : Les Princes de Septembre de Morgane Becerril

#### Télévision
- 1972 :  Au théâtre ce soir : Noix de coco de Marcel Achard, mise en scène Jean Meyer, réalisation Pierre Sabbagh, Théâtre Marigny : Nathalie
- 1972 : Au théâtre ce soir : Histoire d'un détective de Sidney Kingsley, mise en scène Jean Meyer, réalisation Pierre Sabbagh, Théâtre Marigny
- 1972 : Au théâtre ce soir : Adorable Julia de Marc-Gilbert Sauvajon, mise en scène René Clermont, réalisation Georges Folgoas, Théâtre Marigny
- 1977 : Au théâtre ce soir : L'Amour fou ou la première surprise d'André Roussin, mise en scène Michel Bertay, réalisation Pierre Sabbagh, Théâtre Marigny
- 1979 : Le Roi qui vient du sud (feuilleton) de Marcel Camus : Antoinette
- 1980 : Les Amours du bien-aimé de Marcel Camus : Lou
- 1982 : Les Grands Ducs de Marcel Bozzuffi et de Patrick Jamain : Hélène
- 1982 : La Taupe ("Smiley's People") (feuilleton) : Marie-Claire Guillam
- 1982 : La Tribu des vieux enfants : Thérèse
- 1984 : La Bavure de Nicolas Ribowski (feuilleton) : Vicky
- 1984 : Les Cinq Dernières Minutes (épisode La quadrature des cercles) série télévisée de Jean-Pierre Richard
- 1984 : Le Mystérieux Docteur Cornélius (feuilleton) de Maurice Frydland : Isadora Jorgell
- 1985 : Patte de velours : Iris
- 1986 : Oscar et Valentin : Nicole
- 1986 : Marie Love : Annick
- 1987 : Vaines recherches : Muriel
- 1987 : L'heure Simenon - Le fils Cardinaud de Gérard Mordillat : Béatrice
- 1987 : Les Cinq Dernières Minutes (épisode Mécomptes d´auteurs) : Commissaire Belmont
- 1988 : Sueurs froides : La belle ouvrage, de Josée Dayan : Jacqueline Varlon
- 1988 : L'Excès contraire : Adèle
- 1988 : Le Chevalier de Pardaillan (série) : Mme de Montpensier
- 1988 : Les Cinq Dernières Minutes (épisode Le fantôme de la Villette) : commissaire Belmont
- 1989 : Adieu Christine : Marjorie
- 1990 : La Seconde : Jane
- 1991 : L'Enfant des loups
- 1993 : Le Vin que tue : Françoise
- 1993 : L'Interdiction de Jean-Daniel Verhaeghe, d'aprèsL'Interdiction d'Honoré de Balzac. : La marquise d'Espard
- 1996 : J'ai deux amours de Caroline Huppert : Sophie
- 1996 : L'Enfant du secret : Blanche
- 1998 : Passion interdite : Nelly
- 2000 : Maigret chez les riches : Madame Parendon
- 2005 : Bel-Ami : Mme Walter
- 2006 : Les Amants du Flore d'Ilan Duran Cohen : Françoise de Beauvoir
- 2011 : La Bonté des femmes de Marc Dugain et Yves Angelo : Hélène
- 2011 : La Mauvaise Rencontre de Josée Dayan : la mère de Lou
- 2012 : La Danse de l'Albatros de Nathan Miller : Françoise
- 2014 : Les Trois Silences de Laurent Herbiet : Olivia
- 2024 : Mister Spade de Scott Frank (série télévisée) : Audrey Saint-André

### Scénariste
- 2001 : La Moitié du ciel
- 2014 : Aimer, boire et chanter d'Alain Resnais (coscénariste)

## Théâtre

### Comédienne
- 1972 : Adorable Julia de Marc-Gilbert Sauvajon et Guy Bolton d'après Somerset Maugham, mise en scène René Clermont, Théâtre Marigny
- 1973 : Le Paysan parvenu d'Albert Husson d'après Marivaux, mise en scène Jean Meyer, Théâtre des Célestins
- 1973 : Tartuffe de Molière, mise en scène Jean Meyer, Théâtre des Célestins avec Jean Marais
- 1973 : Les Caves du Vatican d'André Gide, mise en scène Jean Meyer, Théâtre des Célestins
- 1974 : L'Amour fou ou la première surprise d'André Roussin, mise en scène Michel Bertay, Théâtre Hébertot
- 1977 : Les Parents terribles de Jean Cocteau, mise en scène Jean Marais, Théâtre Antoine
- 1979 : Coup de chapeau de Bernard Slade, mise en scène Pierre Mondy, Théâtre de la Michodière
- 1984 : Sodome et Gomorrhe de Jean Giraudoux, mise en scène Odile Mallet et Geneviève Brunet, Festival de Bellac
- 1986 : Chantecler d'Edmond Rostand, mise en scène Jean-Luc Tardieu, Espace 44 Nantes, Tréteaux de France, Festival d'Anjou, Festivals Carcassonne, Sisteron
- 1987 : Conversations après un enterrement de Yasmina Reza, mise en scène Patrice Kerbrat, Théâtre Paris-Villette, Théâtre Montparnasse
- 1987 : L'Excès contraire de Françoise Sagan, mise en scène Michel Blanc, Théâtre des Bouffes-Parisiens
- 1988 : Des sentiments soudains de Jean Bouchaud, mise en scène Jean-Louis Livi, Théâtre de la Renaissance
- 1989 : La Machine infernale de Jean Cocteau, mise en scène Jean Marais, Espace Pierre Cardin
- 1992 : La Jalousie de Sacha Guitry, mise en scène Jean-Claude Brialy, Théâtre des Bouffes-Parisiens
- 1993 : Je m'appelais Marie-Antoinette d'Alain Decaux et André Castelot, mise en scène Robert Hossein, Palais des sports
- 1997 : Molly S. de Brian Friel, mise en scène Jorge Lavelli, Théâtre national de la Colline
- 1998 : Tout contre de Patrick Marber, mise en scène Patrice Kerbrat, Théâtre Fontaine
- 2000-2001 : Joyeuses Pâques de Jean Poiret, mise en scène Bernard Murat, Théâtre des Variétés
- 2002 : Je danse toujours de Timothée de Fombelle, lecture Festival d’Avignon
- 2002 : Elvire d'Henry Bernstein, mise en scène Patrice Kerbrat, Théâtre Marigny
- 2003 : La Parisienne d'Henry Becque, mise en scène Bernard Murat, Théâtre des Mathurins
- 2004 : Traits d'union de Murielle Magellan, mise en scène Bernard Murat, Théâtre des Mathurins
- 2005 : Molly de Brian Friel, mise en scène Laurent Terzieff, Théâtre de la Gaîté-Montparnasse
- 2007 : Si tu mourais de Florian Zeller, mise en scène Michel Fagadau, tournée
- 2008 : Parle-moi d'amour ! de Philippe Claudel, mise en scène Michel Fagadau, Comédie des Champs-Élysées
- 2009 : La Dernière Conférence de presse de Vivien Leigh de Marcy Lafferty, mise en scène Michel Fagadau, Comédie des Champs-Élysées[3]
- 2015 : La Maison d'à côté de Starr White (The Other Place), pièce américaine adaptée par Gérald Sibleyras, mise en scène Philippe Adrien, Théâtre de la Porte-Saint-Martin
- 2015 : Victor de Henri Bernstein, mise en scène Rachida Brakni, Théatre Hébertot
- 2017 : Parle-moi d'amour de Philippe Claudel, mise en scène Morgan Perez, La Pépinière-Théâtre
- 2023 : Mademoiselle Chanel, en hiver de Thierry Lassalle, mise en scène Anne Bourgeois, Théâtre de Passy

### Productrice
- 2012 : Des fleurs pour Algernon, d'après Daniel Keyes, adaptation Gérald Sibleyras, mise en scène Anne Kessler, Studio des Champs-Élysées

### Opéra
- 1994 : Perséphone, d'Igor Stravinsky, mise en scène d'Achim Freyer, Théâtre de La Fenice Venise

## Distinctions

### Récompense
- Palmarès du théâtre 2013 : Prix du spectacle privé pour Des fleurs pour Algernon

### Nominations
- nommée pour le Molière de la comédienne
  - en 1994 pour Elvire
  - en 2002 pour La Parisienne
  - en 2005 pour Molly